# Alcamène (Sparte)
Pour les articles homonymes, voir Alcamène (homonymie).
Alcamène (en grec ancien Άλκαμένης) est un roi de Sparte, 9e souverain de la dynastie des Agiades, il succède à son père Télècle.
Sous son règne, Pausanias rapporte qu'un émissaire spartiate est envoyé en Crète pour « apaiser leurs querelles » et leur conseilla de se concentrer sur la bande côtière maritime.
Son règne semble particulièrement guerrier avec la destruction de la ville d'Hélos et surtout le début de la première guerre de Messénie. Il meurt en pleine guerre, son fils Polydore lui succède.
Plutarque rapporte quelques mots de ce roi :
« On demandait à Alcamène, fils de Télècle, quel était pour un prince le plus sûr moyen de conserver son royaume :  C'est, répondit-il, de se mettre au-dessus d'un vil intérêt. »
« Un autre lui demandait pourquoi il n'avait pas reçu les présents des Messéniens : C'est, répondit-il, que si je les avais acceptés, je n'aurais pu vivre en « paix avec les lois ». »
« Quelqu'un lui disait qu'il vivait bien frugalement pour la fortune qu'il avait. Quelque riche qu'on soit, répondit-il, il est beau de vivre d'après ce que la raison prescrit, et non d'après ses désirs. »